# 古河電工アイスホッケー部
古河電工アイスホッケー部（ふるかわでんこうアイスホッケーぶ）は、栃木県日光市にあったアイスホッケーの企業チームである。

## 概要
1911年、古河電気工業日光事業所の前身である日光精銅所のアイスホッケー部として創設され、企業チームとして正式に認められたのが1925年。日本最古のアイスホッケーチームでもある。
日本アイスホッケーリーグには1966年の第1回大会から参加し、企業チームの枠を超えて、日光市民に愛される市民チームとして長年にわたり親しまれた。また古河電工においては古河電工サッカー部（1991年にクラブチーム「東日本JR古河FC」に移行。現在の「ジェフユナイテッド市原・千葉」）とともに企業のシンボルスポーツという位置づけをなしていた。
不況による業績の悪化や合理化策の一環から、1999年のシーズンを最後にアイスホッケー部の活動を休止し、企業チームとしては90年近くの歴史に終止符を打ったが、その後市民が中心となってH.C.栃木日光アイスバックス（当初はHC日光アイスバックス）が設立され、引き続きアジアリーグアイスホッケーに参戦し続けている。
日光事業所内にあった本拠地の古河電工アイスリンクも2000年で閉鎖された。